# Francisco Rived Revilla

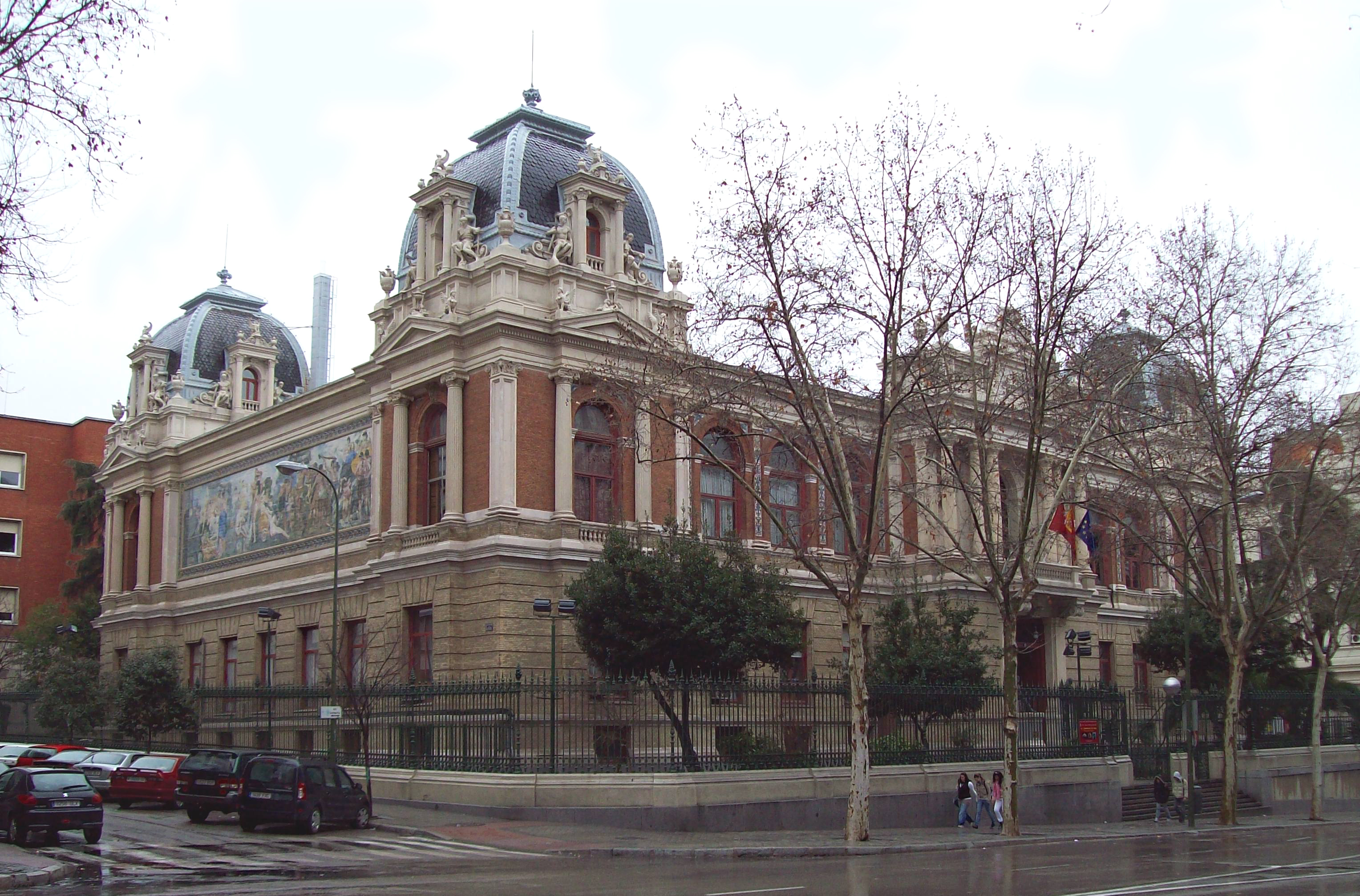
Escuela Técnica Superior de Ingenieros de Minas de Madrid.

Francisco Rived Revilla (Madrid, España, 1886 - Ciudad de México, México, 11 de febrero de 1955) fue un ingeniero de minas, geólogo, traductor, fotógrafo, inventor y político español.

## Biografía
Sobrino del ingeniero de minas José Revilla Haya, se graduó en la Escuela Técnica Superior de Ingenieros de Minas de Madrid con veintitrés años e ingresó en el cuerpo de ingenieros de minas en 1918, siendo destinado sucesivamente a las escuelas de Bilbao y Belmez y a los distritos mineros de Asturias y Zaragoza. Republicano y masón, en el período de la Segunda República fue nombrado secretario general y director general de Minas, cargo que ocupó durante la Guerra Civil hasta su exilio en América.
Inventó el goniómetro de mina para topografía subterránea en 1917 y en 1921 patentó un fototaquímetro. Fue miembro destacado de la Real Sociedad Fotográfica de Madrid y fundó, en 1922, la Real Sociedad Fotográfica de Zaragoza, de la que fue nombrado presidente honorario en 1923, año en el que publicó el curso de fotografía por correspondencia "Helios", pionero en España. En 1929 el gobierno lo incluyó, junto a otros dos expertos, en una comisión de estudio para el desarrollo de la industria cinematográfica en España.
En el exilio tomó posesión de la cátedra de geología en la Universidad Autónoma de Santo Domingo, República Dominicana, en febrero de 1940, donde permaneció un breve período hasta su traslado definitivo a México donde fue profesor en la Universidad de Guanajuato y en el Instituto Politécnico Nacional. En 1951 fue uno de los firmantes del manifiesto en contra de la dictadura franquista junto a otros exiliados como Diego Martínez Barrio, Álvaro de Albornoz, Josep Tarradellas, Josep Irla o José Giral.
Autor de varias obras, como Análisis químico cualitativo inorgánico (1950), y numerosas traducciones del francés y el inglés, destacó en el ámbito de la divulgación científica. A él se debe la colección de manuales Cultura para todos con títulos como La atmósfera (1951), El hombre primitivo (1952) o Nuestro planeta (1955). Contrajo matrimonio en 1913 con Margarita López y Gómez de Salazar (1891-1978) con la que tuvo un hijo, Ignacio, fallecido a los cinco años de edad. Fue militante del partido Izquierda Republicana hasta su fallecimiento en la Ciudad de México el 11 de febrero de 1955. 

Cuando nada hacía suponer tamaña desventura, falleció en esta Ciudad el día once de febrero, nuestro fraternal amigo y querido correligionario Don Francisco Rived Revilla.
Era Francisco Rived prestigiosísimo Ingeniero de Minas [...]. En el exilio repartió sus actividades con la labor docente [...]. Deja escritas varias obras originales y multitud de trabajos de traducción del francés y el inglés, singularmente obras científicas [...].
Hombre de extremada cordialidad, sabía envolver en sonrisas sus íntimas penas, dando a cuantos le rodeaban la alegría de su carácter, conquistador de afectos en grado sumo.
Militante de Izquierda Republicana, nunca faltó su concurso material y moral para toda labor idealista y de correligión. Fue admirado y querido de quienes le trataron entre los que orgullosamente nos contábamos. Hemos perdido un gran amigo y nuestra Agrupación uno de sus militantes más sobresalientes. La ciencia un gran impulsor.